# Grutto
De grutto (Limosa limosa) is een weidevogel uit de familie strandlopers en snippen (Scolopacidae) van de orde steltloperachtigen (Charadriiformes). De grutto was in de twintigste eeuw een algemene weidevogel, maar gaat sinds de eeuwwisseling door habitatverlies snel achteruit. In 2015 werd de vogel gekozen als nationale vogelsoort van Nederland.

## Kenmerken
De baltsroep van de grutto klinkt met wat fantasie als utto utto utto, dat hij snel achter elkaar roept. Aan deze roep dankt de grutto zijn naam. In de zomer heeft het mannetje van de grutto een oranjebruine kop, nek en borst. Ook de snavel is aan de kopzijde oranje. De flanken en de buik zijn gevlekt. Hij heeft een lange vrijwel rechte snavel. Als de grutto vliegt vallen de witte strepen boven en onder de vleugels op. De grutto is 36–44 cm groot en heeft een spanwijdte van 62–70 cm. Een grutto weegt 280-500 gram, de vrouwtjes zijn 20% zwaarder dan de mannetjes. Zijn levensduur bedraagt 10-15 jaar, met uitschieters tot wel 29 jaar.
De grutto lijkt op de rosse grutto. Deze heeft meer rood op de buik en een iets opgewipte snavel. Verder bewoont deze vogel een ander habitat. De rosse grutto broedt in arctische gebieden en overwintert bijna uitsluitend in (sub-)tropische kustgebieden en legt daarvoor enorme afstanden af.

## Voedsel
De grutto eet regenwormen, insecten en larven van insecten zoals larven van langpootmuggen (emelten). Grutto's pikken in Nederland soms wel 1200 emelten per dag uit het weiland, tot vreugde van veehouders. In zijn overwinteringsgebied in Afrika (Guinee-Bissau) eet hij rijst op de plaatselijke rijstvelden.

## Voortplanting
De grutto broedt in veenweidegebieden en uiterwaarden. Oorspronkelijk broedde de grutto in open moerassen en in hoogveen. Toen Nederland steeds meer in cultuur gebracht werd met weilanden, heeft hij zich aangepast aan de omstandigheden.

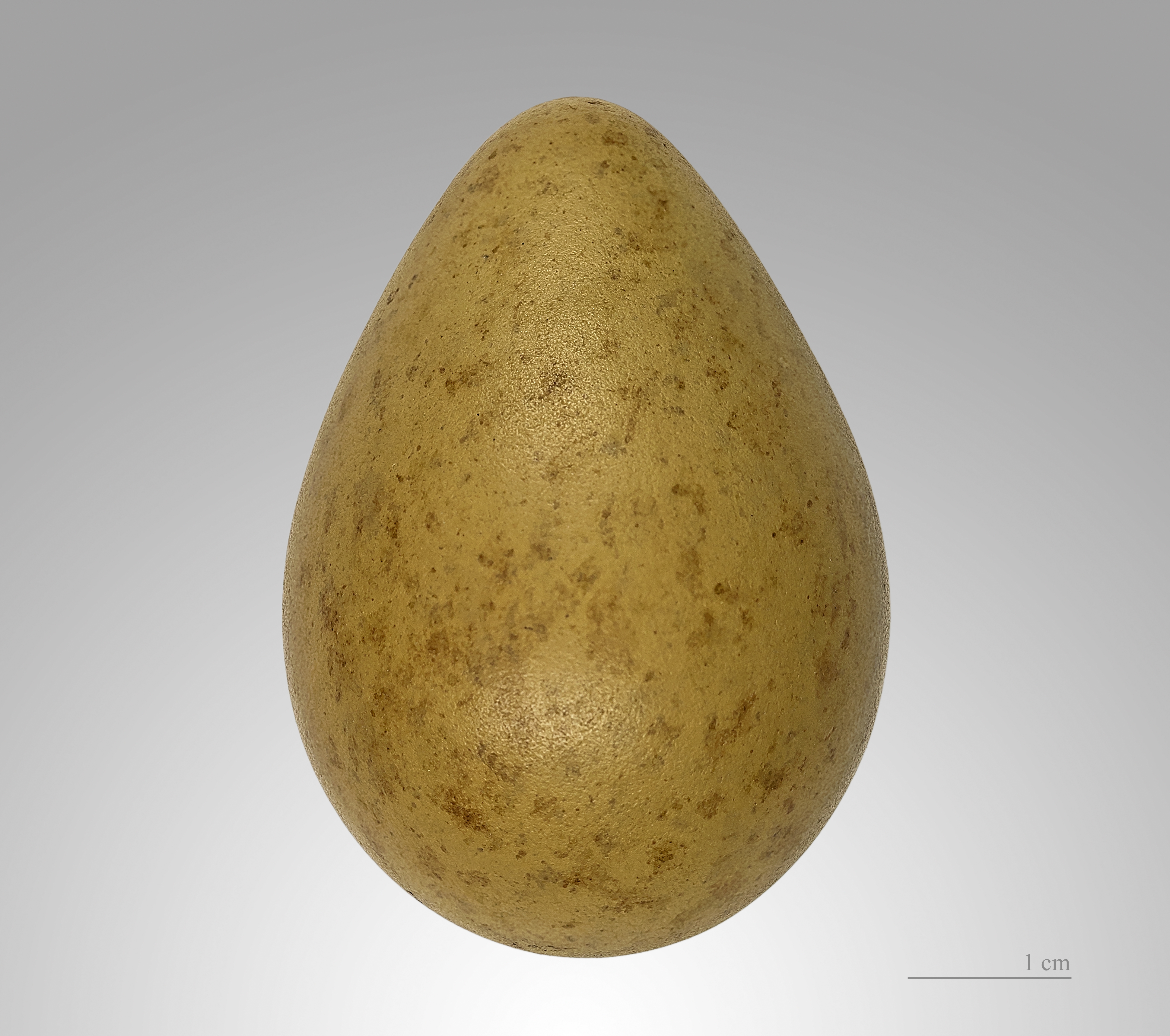
Ei

De broedtijd van de grutto loopt van eind maart tot juni. De broedduur bedraagt 24 à 25 dagen. Een legsel bestaat gewoonlijk uit 4 eieren van gemiddeld 55 x 37 mm.
Nesten worden vooral gemaakt op grasland, in een ondiep kuiltje. Als het gras lang genoeg is, buigt hij de halmen over het nest, dat daardoor moeilijk te zien is. Halflang gras biedt ook bescherming voor uitgekomen kuikens; in langer gras blijken ze zich slecht te kunnen voortbewegen.

## Populatie in Nederland
Broedde de grutto oorspronkelijk vooral in Nederland. Door het verdwijnen van geschikte weidegebieden breidt het broedgebied uit naar noordelijker streken.
In IJsland, Finland en het westen van Rusland nemen de aantallen toe.. In Nederland is sprake van een zeer sterke achteruitgang.

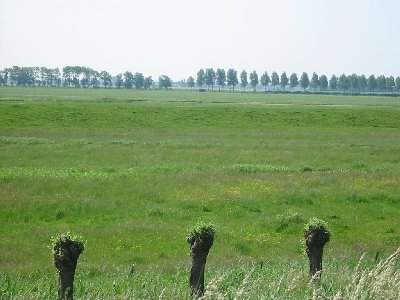
Weidegebied bij de Wijde Aa waar veel grutto's nestelen

Rond 1960 broedden er in Nederland jaarlijks ongeveer 120-140 duizend paren van de grutto. In 2015, dat door wetenschappers het "slechtste jaar in de geschiedenis van de grutto" werd genoemd, werd het aantal individuele vogels geschat op minder dan 40.000. In 2021 is dat rond de 25.000. De grutto wordt als indicatorsoort beschouwd voor veel milieufactoren. Van 2003-2006 was er onder de naam Nederland Gruttoland een campagne voor het behoud van de grutto.
De belangrijkste oorzaak voor de sterke afname van het aantal in Nederland aanwezige grutto's is waarschijnlijk de intensieve landbouw. De monocultuur met enkel gras en weinig kruiden, maar ook vroeg maaien, toenemende predatie, ontwatering van de grond en veel bemesten speelt de gruttostand parten. Het leefgebied van de grutto wordt bovendien steeds kleiner door verstedelijking en aanleg van nieuwe wegen. Ook gevolgen van klimaatverandering spelen een rol, zoals bijvoorbeeld meer droge perioden waarin voedsel, zoals regenwormen, onbereikbaar wordt.

### Rode Lijst
Het is in de eerste decennia van de 21e eeuw niet gelukt om de achteruitgang van de gruttostand in Nederland te stoppen. Omdat een groot deel van de wereldpopulatie hier broedt, heeft deze achteruitgang een direct effect op de wereldpopulatie. Daarom staat de grutto als 'gevoelig' op de internationale Rode Lijst van de IUCN en ook als 'gevoelig' op de Nederlandse Rode Lijst. Verder valt de grutto onder het AEWA-verdrag. In 2015 lieten wetenschappers weten dat de grutto op uitsterven staat en dringend meer bescherming nodig heeft.
In november 2020 werd het zogenaamde 'Aanvalsplan-Grutto', een initiatief van Pieter Winsemius, aangeboden aan minister Carola Schouten van LNV. Dit werd later ondersteund door een petitie ondertekend door zo'n 85.000 personen en aangeboden aan leden van de Tweede Kamer met de bedoeling dat dit zou leiden tot verbeteringen..

## Nationale vogel
De grutto is door Nederlanders gekozen tot Nationale vogel. Dat werd in 2015 bekendgemaakt door het natuurprogramma Vroege Vogels van de VARA en Vogelbescherming Nederland, die een verkiezing hadden uitgeschreven. De merel eindigde op de tweede plaats en de huismus werd derde.

## Populatie in Vlaanderen
In Vlaanderen werd het aantal broedparen in 2014 door het INBO op 900 à 1100 geschat.

## Trek
De grutto is een trekvogel die eind februari, begin maart naar de Lage Landen komt. In juli zijn de meeste alweer vertrokken. De Grutto overwintert in West-Afrika, waar hij in grote groepen verblijft bij riviermondingen met modderoevers. Tot de overwinteringsgebieden van de grutto behoort  het Nationaal park Djoudj  in Senegal. In Afrika schakelen ze voor een groot deel over op vegetarisch voedsel. Daar wordt hoofdzakelijk gefoerageerd op rijst die blijft liggen op traditioneel beheerde rijstvelden.
Van betekenis voor de grutto is een gebied, dat in het westen van Portugal ligt, in het estuarium van de rivier de Taag. Het bestaat grotendeels uit een plasdras gebied van voormalige zoutpannen. Duizenden grutto's houden er op de reis naar het noorden halt. Ze verblijven er enige tijd om te foerageren en krachten op te doen.

## Ondersoorten
De soort heeft vier ondersoorten:
- L. l. islandica (Brehm, 1831) (IJslandse grutto): IJsland, de Faeröereilanden, de Shetlandeilanden en noordelijk Noorwegen.
- L. l. limosa (Linnaeus, 1758): van westelijk en centraal Europa tot centraal Azië.
- L. l. melanuroides (Gould, 1846): centraal en oostelijk Azië.
- L. l. bohaii Zhu, Verkuil, Conklin, Yang A, Lei W, Alves, Hassell, Dorofeev, Zhang Z, Piersma, 2020: Rusland's verre oosten.

## Trivia
- Er bestaat een groot aantal volksnamen voor de vroeger algemene weidevogel. Griet en varianten daarop als Grut, Grit, Gryt, Grait en Grieto. De officiële Friese naam is Skries. De bijnaam Griet komt voor in het (biologisch nogal twijfelachtige) gezegde "In mei leggen alle vogeltjes een ei, behalve de koekoek en de griet, die leggen in de meimaand niet".
- De oudste grutto in Europa waarvan gegeven bekend zijn werd in april 2011 bij Krommenie dood aangetroffen. Deze vogel was als kuiken geringd en daardoor kon zijn leeftijd worden vastgesteld op 29 jaar, 9 maanden en 8 dagen.[2]

## Video
- Grutto broedend op schelpenstrand
- Grutto in knotwilg
- Grutto met jong in bloemrijk hooiland
- Grutto op paal
- Op een half ondergelopen weiland foerageert een groep IJslandse grutto's
- Jonge grutto's
- Foeragerende grutto
- Grutto's op verzamelplaats